# Красний Пахар (Білокатайський район)
Кра́сний Па́хар (рос. Красный Пахарь) — присілок у складі Білокатайського району Башкортостану, Росія. Входить до складу Утяшевської сільської ради.
Населення — 130 осіб (2010; 128 у 2002).
Національний склад:
- башкири — 84 %